# Autel de sacrifice

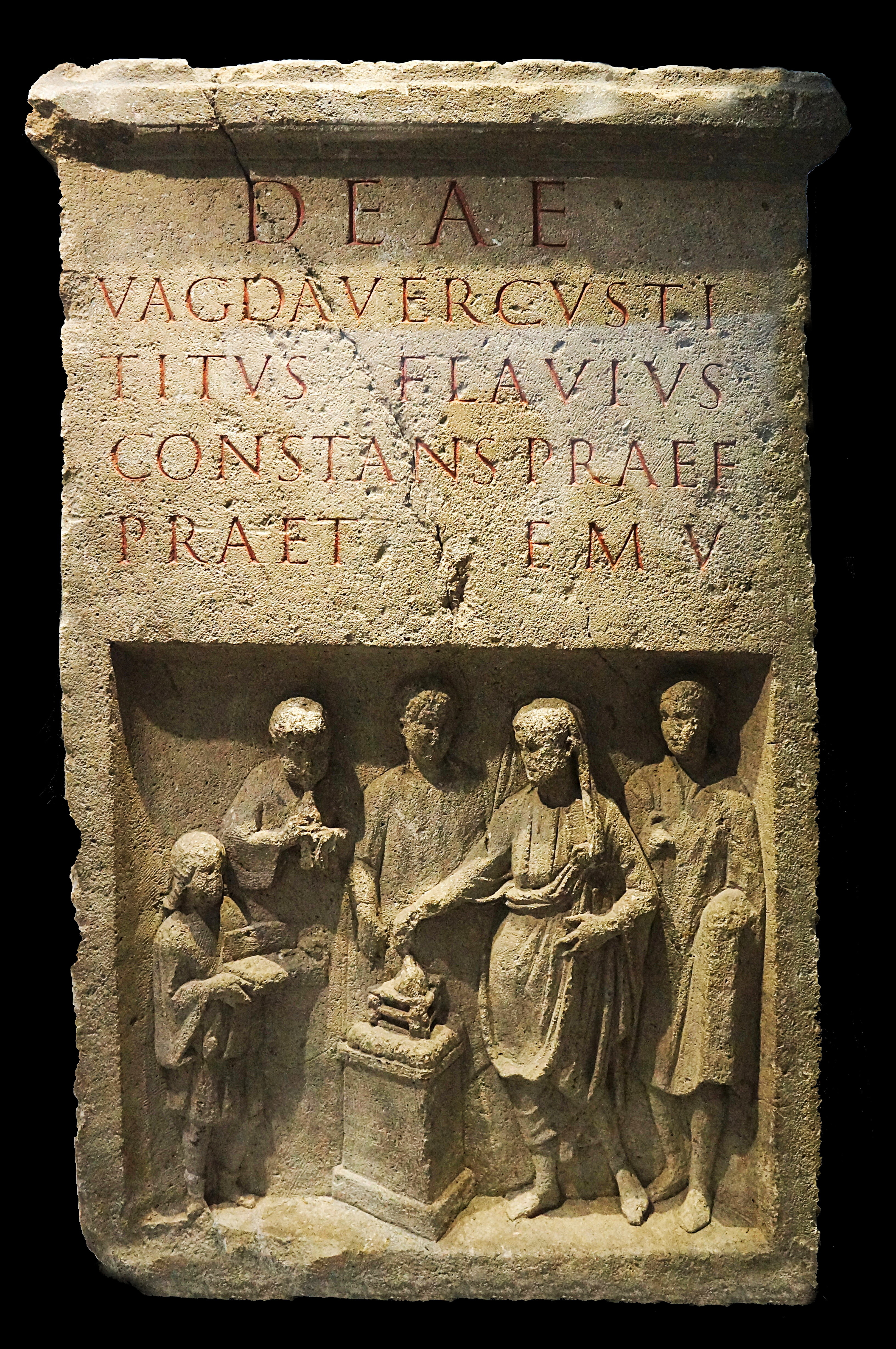
Sculpture représentant un sacrifice à la déesse Vagdavercusti sur un autel (Louvre-Lens).

Un autel de sacrifice est un mobilier liturgique utilisé pour le sacrifice d'animaux ou d'humains. En Mésoamérique, dans l'Empire aztèque, on appelait ces autels de sacrifice humain « techcatl », en nahuatl.